# Heitor de Melo
Heitor de Mello (Rio de Janeiro, 12 de setembro de 1875 — Rio de Janeiro, 15 de agosto de 1920) foi um notável arquiteto do início do século XX.
Era filho do almirante Custódio José de Mello, destacada figura da história da República e de Edelvina Pereira Pinto, tendo se formado em Arquitetura pela Escola Nacional de Belas Artes na cidade do Rio de Janeiro onde, mais tarde, se tornou professor catedrático de Composições de Arquitetura, seu Desenho e Orçamentos.
Várias vezes premiado por seus projetos, recebeu o Grande Prêmio de Arquitetura da Exposição Internacional de 1908, classificou-se em primeiro lugar no concurso internacional para a escolha do projeto do Palácio do Congresso e obteve a mesma classificação no concurso nacional para a seleção do projeto do edifício sede do Jóquei Clube.
Adépto do estilo eclético, segundo o professor Paulo Santos: "esforçou-se para manter em cada projeto certa coerência estilística, só raramente tendo misturado estilos no mesmo edifício".
|                                                   |  |                                                            |
| Antiga Polícia Central - Centro - Rio de Janeiro. |  | Prédio da 9ª Delegacia Policial - Catete - Rio de Janeiro. |

|                                                                    |  |                                                      |
| Sede do Jóquei Clube (ao centro) - Centro - Rio de Janeiro - 1911. |  | Palácio Pedro Ernesto - Cinelândia - Rio de Janeiro. |

Dentre as suas numerosas obras algumas construções ainda existem, em geral, pertencentes ao serviço público:
- Palácio Pedro Ernesto

Cinelândia
- Quartel dos Fuzileiros Navais

ilha das Cobras
- Nona Delegacia da Polícia Civil

Catete
- Hospital Central do Exército

Benfica
- Palácio da Polícia Central

Centro
- Clube Gurilândia

Botafogo
- Castelinho do Flamengo

Flamengo

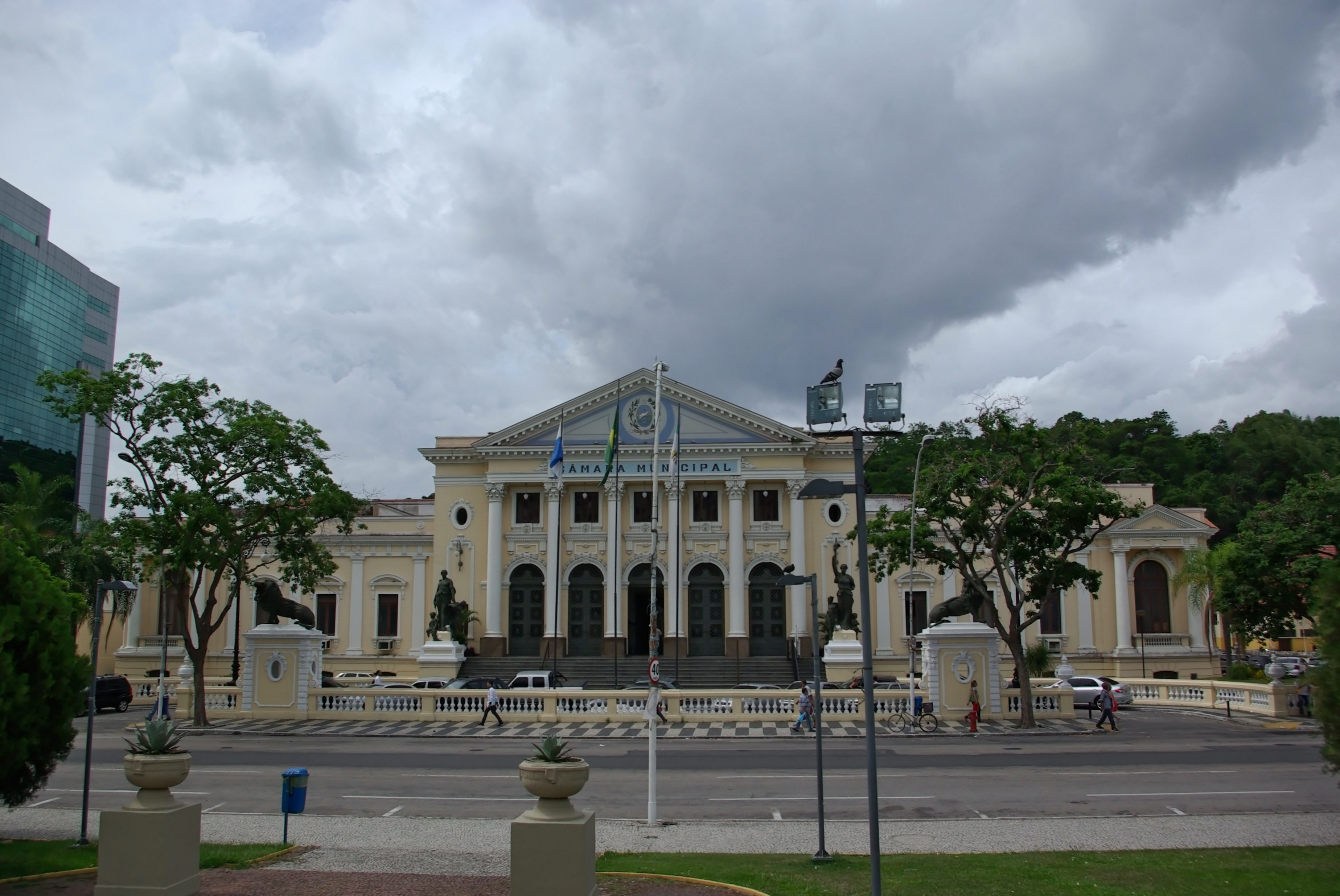
Câmara Municipal da Cidade de Niterói

- Quartel do Quinto Batalhão de Polícia Militar

Saúde
- Grupo Escolar Petrópolis

Petrópolis
- Grupo Escolar Nova Friburgo

Nova Friburgo
- Câmara Municipal

Niterói